# Цанкова
Цанкова (словен. Cankova) је насеље и управно средиште истоимене општине Цанкова, која припада Помурској регији у Републици Словенији.
По попису становништва из 2011. године, насеље Цанкова имало је 446 становника.